# Stora Tuna kontrakt
Stora Tuna kontrakt var ett kontrakt inom Svenska kyrkan i Västerås stift. Kontraktet upphörde 1995.

## Administrativ historik
Kontraktet delades 1870 där följande församlingar bildade Falu kontrakt
- Aspeboda församling
- Envikens församling
- Falu Kristine församling
- Stora Kopparbergs församling
- (Grycksbo församling bildades 1995)
- Vika församling
- Hosjö församling
- Sundborns församling
- Svärdsjö församling
- Stora Skedvi församling som 1962 återgick till Stora Tuna kontakt
- Torsångs församling

Kvar i kontraktet var följande församlingar som 1995 uppgick i Tunabygdens kontrakt
- Stora Tuna församling
- Gustafs församling
- Silvbergs församling
- Säters landsförsamling som 1952 uppgick i Säters församling
- Säters stadsförsamling som uppgick 1952 i Säters församling